# 네가 빠진 세계
《네가 빠진 세계》는 2022년 10월 20일부터 2022년 12월 23일까지 방송된 청소년 판타지 로맨스 드라마이다.

## 등장 인물

### 주요 인물
- 나나 : 유제비 역
- 김재원 : 제수오 역
- 현석 : 진우 역
- 금동현 : 신한세 역
- 하선호 : 이다미 역
- 원용욱 : 민운현 역

### 그 외 인물
- 김라온 : 제윤오 역
- 김민설 : 차세희 역
- 김지연 : 이진영 역
- 김시훈 - 강준승 역